# Cancrelune
 (avril 2017).
Cancrelune est le 22e tome de la série de bande dessinée Mélusine. Il est paru le 11 avril 2014.

## Synopsis
Cancrelune, par sa maladresse et son incompétence, met sa meilleure amie Mélusine dans une situation catastrophique : elle est condamnée au bûcher.

## Source
- « Cancrelune », sur bdcomics.izneo.com (consulté le 28 avril 2014)